# Politique du gaufrier
La politique du gaufrier ou politique du moule à gaufre est une méthode de budgétisation dans la politique belge jusqu'en 1988 environ pour l'allocation de fonds à de grands projets dans les deux régions du pays, la Flandre et la Wallonie.
L'expression, typiquement belge, provient du néerlandais Wafelijzerpolitiek.

## Développement
Afin de ne léser ou privilégier aucun des deux groupes (wallons et flamands) de part et d'autre de la frontière linguistique belge, les fonds provenant des travaux publics ont été divisés en un ratio de 50-50. Si de l'argent était mis à disposition pour un projet wallon, il fallait dépenser la même somme dans un projet flamand comparable et vice versa. L'analogie est faite avec les deux faces d'un gaufrier.

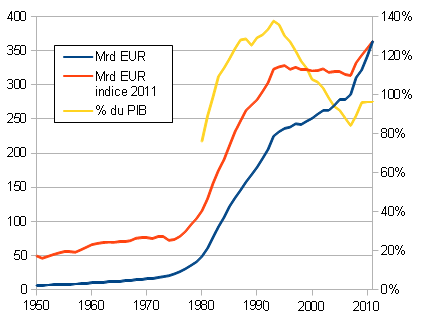
Évolution de la dette publique belge.

Cette politique est coûteuse et souvent génératrice de dépenses inutiles et de budgets laxistes, c'est pourquoi elle est considérée comme une des causes de l'importante dette nationale belge, et de l'absence d'investissements publics nécessaires en raison de l'effet coucou. Au début des années 1980, le déficit public atteignait ainsi les 13 %. En 1998, la Belgique est ainsi le pays le plus endetté de l'Union européenne, et doit s'engager à tenir un solde primaire supérieur à 6 % du PIB afin de faire baisser cette dette pour participer à l'euro.
Après la troisième réforme de l'État en 1988, lorsque les régions elles-mêmes sont devenues responsables de leurs dépenses, la politique du gaufrier a essentiellement disparu. Elle est toujours utilisée pour les affaires relevant du gouvernement fédéral, telles que les chemins de fer. Les investissements dans les chemins de fer belges sont divisés dans un rapport de 60-40 (60 % en Flandre - 40 % en Wallonie) à la suite d'une décision de 2001. Cette règle d'investissement est critiquée car est source de nombreux blocages : une région qui dépense moins qu'alloué initialement bloque l'investissement de l'autre région ; ou pour une région souhaitant effectuer une dépense supplémentaire, cela doit se traduire également par une dépense supplémentaire, pas forcément utile, dans l'autre région. La gare de Liège est ainsi reconstruite pour des raisons budgétaires, alors que les travaux auraient été plus pertinents à la gare de Bruxelles-Midi. Des parlementaires PS, CD&V ou Ecolo demandent un assouplissement des critères pour un meilleur fonctionnement de la SNCB. Les travaux de la gare de Mons sont décidés alors que celle d'Ottignies est deux fois plus fréquentée.

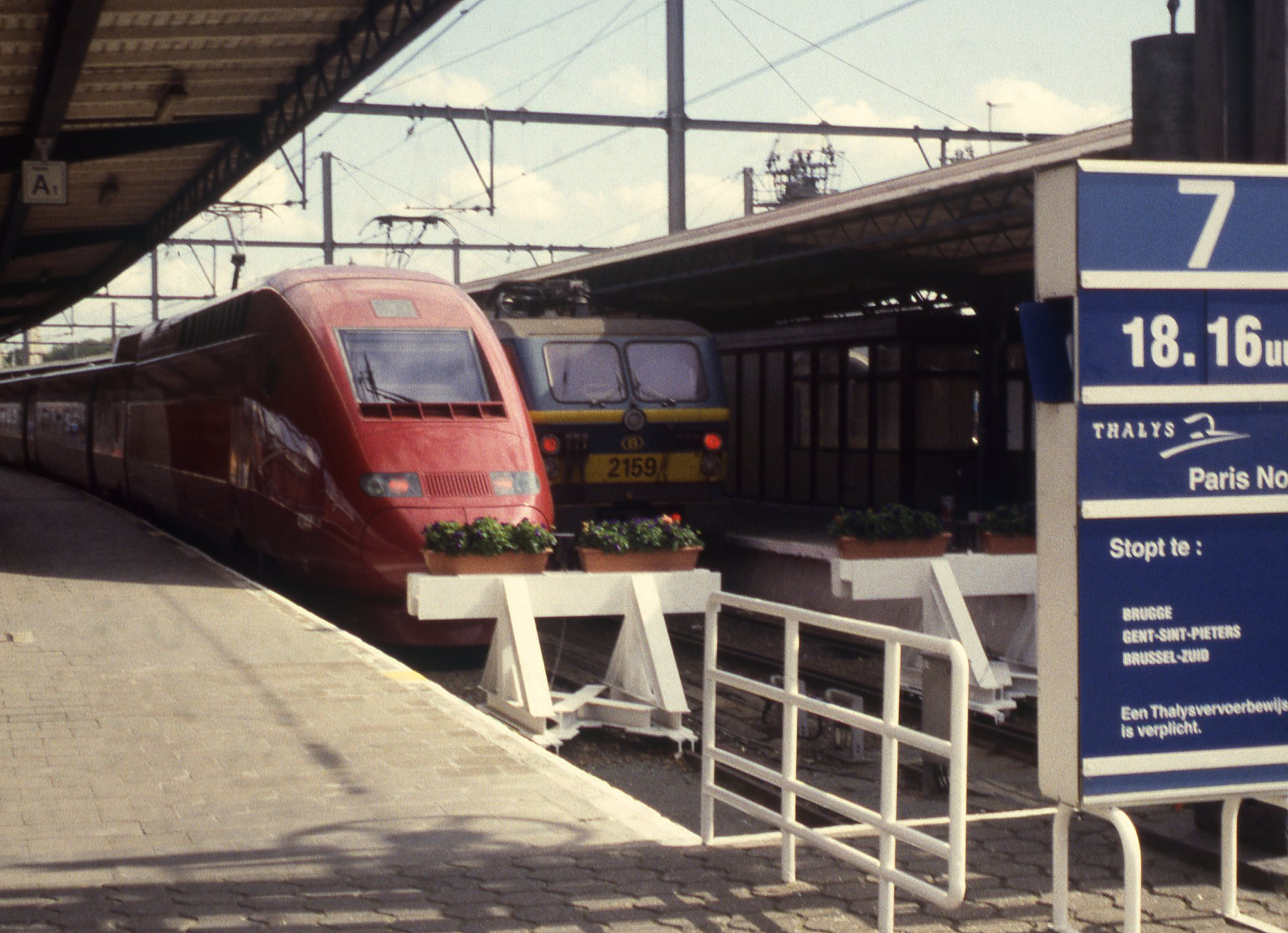
Un Thalys à Ostende.

Toujours dans le domaine ferroviaire, en 2013 un Thalys circule dans chacune des deux régions, sans pertinence économique : les trains à grande vitesse circulent à vitesse normale entre Ostende et Bruxelles, mais avec une tarification plus élevée, et ont donc un taux de remplissage de 10 %. Ils ont été mis en place fin 1997 pour répondre au « Thalys wallon », passant par Liège. Le Thalys flamand étant déficitaire d'1,7 million d'euros par an et son équivalent wallon 4,3 millions, les deux lignes sont finalement suspendues ensemble le 1er avril 2015,.
Les mesures de soutien aux anciens secteurs industriels en réaction à la crise ont aussi fonctionné selon la politique du gaufrier : l'acier et le verre en Wallonie, le textile, le charbon et la construction navale en Flandre.

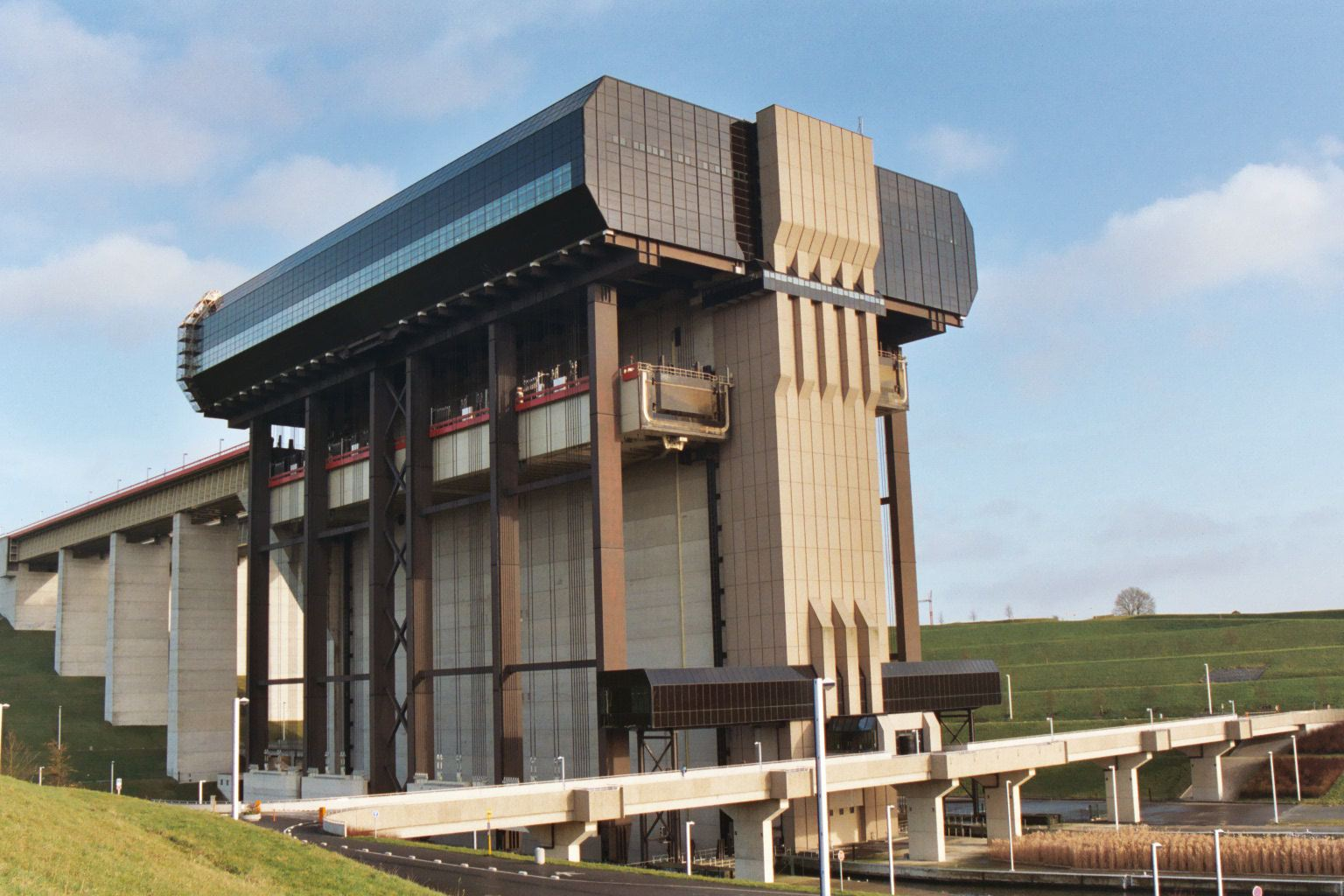
L'ascenseur de Strépy-Thieu.

La politique du gaufrier peut également faciliter la formation de « grands travaux inutiles » : par exemple, la Wallonie a reçu un canal de dérivation parfois considérée comme inutile (le « nouveau canal du Centre ») avec l'ascenseur de Strépy-Thieu situé à côté de l'ancien canal du Centre, qui a coûté 647 M€ car la Flandre a bénéficié de la deuxième grande extension du port de Zeebrugge en 1978,,. Cependant, cette critique doit être nuancée : à la suite de la troisième réforme de l'État en 1988, c'est la Région wallonne qui finance elle-même les travaux. De plus, malgré les dépassements de budget le canal a eu un effet positif : le trafic a été multiplié par six entre 2001 et 2004, atteignant 1,5 million de tonnes annuelles.
De nombreuses autoroutes ont été construites en Wallonie pour « compenser » les travaux importants dans les ports d'Anvers et de Zeebruges, et à Varsenare deux ponts ne sont reliés à aucune route.
La commande de cent tramways régionaux à l'usine belge de construction de tramways La Brugeoise et Nivelles (BN) à Bruges est un autre exemple bien connu de politique du gaufrier. Cinquante d'entre eux iraient à Charleroi et cinquante au tramway côtier flamand[réf. nécessaire]. Ces tramways sont trop lourds pour la ligne côtière, et ne roulent parfois pas plus vite que trente kilomètres à l'heure.
À l'automne 2008, ce processus a de nouveau été abordé au Conseil des ministres lors de l'octroi de fonds publics à la KBC. Les francophones, notamment le Parti socialiste (PS), ont alors réclamé une indemnisation au profit de l'avionneur wallon SONACA en contrepartie de l'injection de capital de 3,5 milliards d'euros au profit de la société flamande KBC.
La politique du gaufrier a également eu lieu dans l'armée : par exemple lorsque la Belgique disposait de 144 F-16, la moitié était allouée à la Flandre, l'autre moitié à la Wallonie. Après la fin de la conscription en 1993, le nombre de casernes est resté le même, mais elles étaient quasiment vides. À la suite de la crise économique en 2009, le ministre de la défense Pieter De Crem souhaite mettre fin à cette politique, et supprimer de nombreux doublons dans la structure militaire afin de gagner en efficacité.
L'université de Hasselt est également un exemple de ce phénomène. Lorsque la ville de Mons obtint l'autorisation de fonder une université, l'homme politique hasseltois Steve Stevaert insista pour que le Limbourg obtienne la même autorisation.[réf. nécessaire]